# Медаль «За освобождение Южной Венгрии»

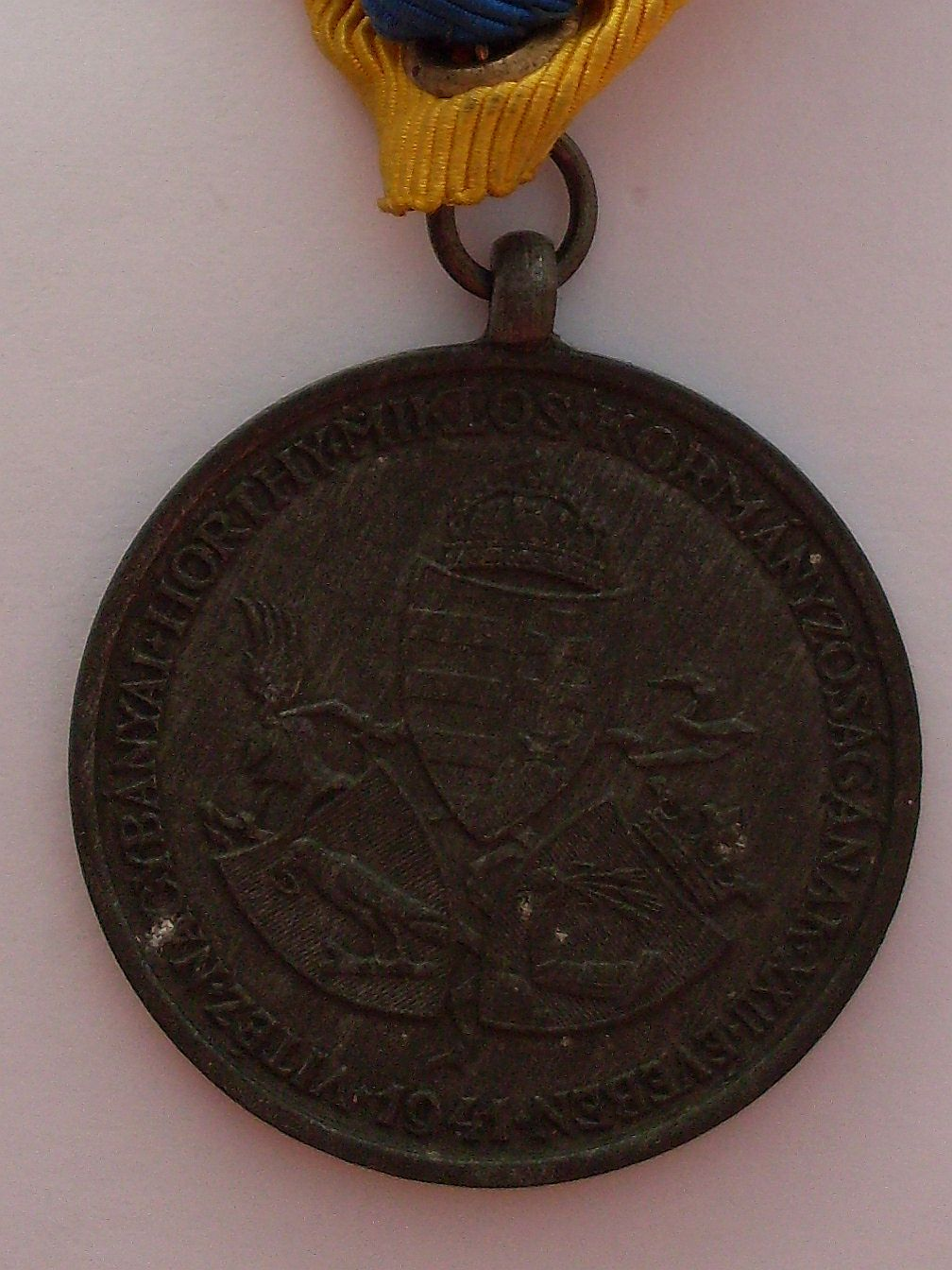
оборотная стороны медали

Памятная медаль «За освобождение Южной Венгрии» (венг. Délvidéki Emlékérem) — награда Королевства Венгрия периода Второй мировой войны.
Медаль учреждена 4 сентября 1941 года регентом Миклошем Хорти для награждения чинов армии, полиции и жандармерии, участвовавших в боевых действиях на территории Королевства Югославии в ходе Балканской кампании и оккупации перешедших к Венгрии захваченных территорий  Бачка, Баранья, Прекмурье и Меджимурска.
Ныне упразднена.

## Описание награды
Изготовленная из бронзы медаль имеет форму круга диаметром 36 мм.
На аверсе находится рельефное изображение конной фигуры регента Венгрии Яноша Хуньяди, прославившегося сражениями с Османской империей в XV веке; в правой руке его меч, в левой — щит с эмблемой ворона, держащего золотое кольцо в клюве.
Это изображение обрамлено надписью на венгерском языке: MAGYAR DÉLVIDÉK VISSZAFOGLALÁSA EMLÉKÉRE (рус. Памятная медаль в честь возвращения Южной Венгрии 1940). Возле фигуры надпись HUNYADI JÁNOS, в нижней части медали надпись BERÁN*L, обозначающая скульптора и медальера Лайоша Берана.
На реверсе изображены 3 гербовых щита: в центре вверху с короной святого Иштвана — герб Венгрии; ниже его с левой стороны с гербом Корвин рода Хуньяди с геральдическим шлемом; ниже справа, увенчанный геральдическая короной — герб рода Хорти (в голубом поле направленная вправо обдоспешенная правая рука, держит три колоска, в нижней части тройной зелёный холм). Все эти символы обрамлены надписью: VITÉZ NAGYBÁNYAI HORTHY MIKLÓS KORMÁNYZÓSÁGÁNAK XXII. ÉVÉBEN 1941 (рус. В XXII год правления Миклоша Хорти, Витязя Надьбаньяи).
Лента медали шириной 41 мм, синего и жёлтого цветов, из муаровой ткани. Колодка традиционной для Австрии и Венгрии треугольной формы.

## Правила ношения
Медаль носили на левой стороне мундира, после памятных медалей «За освобождение Северной Венгрии» (венг. Felvidéki Emlékérem) и «За освобождение Трансильвании» (венг. Erdélyi Emlékérem).